# تفجيرا ماراثون بوسطن 2013
تفجيرا ماراثون بوسطن 2013 هما تفجيران متتاليان وقعا بعد ظهر يوم 15 أبريل 2013 في مدينة بوسطن الأمريكية قرب خط نهاية ماراثون بوسطن 2013، الذي شارك فيه أكثر من 27 ألف شخص واحتشد عشرات الآلاف من المتفرجين على جانبي الشارع لمتابعة الماراثون.
في حوالي الساعة 2:50 بعد الظهر بتوقيت الساحل الشرقي (الساعة 18:50 بالتوقيت العالمي المنسق) انفجرت عبوتان ناسفتان بفاصل زمني قدره 12 ثانية في شارع بويلستون قرب ميدان كوبلي بمدينة بوسطن، وقد أسفر التفجيران عن مقتل ثلاثة أشخاص وإصابة ما لا يقل عن 183 آخرين من العدّائين والمتفرجين والمارة.
في 18 أبريل، الآف بي آي نشر صور للمشتبه بهما وهما شقيقان من أصل شيشاني، جوهر تسارنايف (19 عاما) وتامرلان تسارنايف (26 عاما). اشتبكت الشرطة الجامعية التابعة لمعهد ماساتشوستس للتقنية مع المشتبه بهما في ليلة ال18. فقُتل شرطي جامعي في الاشتباك ومات أحد المشتبه بهما في المستشفى الصباح التالي نتيجة للإصابات البالغة التي أصيب بها في الحادث.

## التفجيران

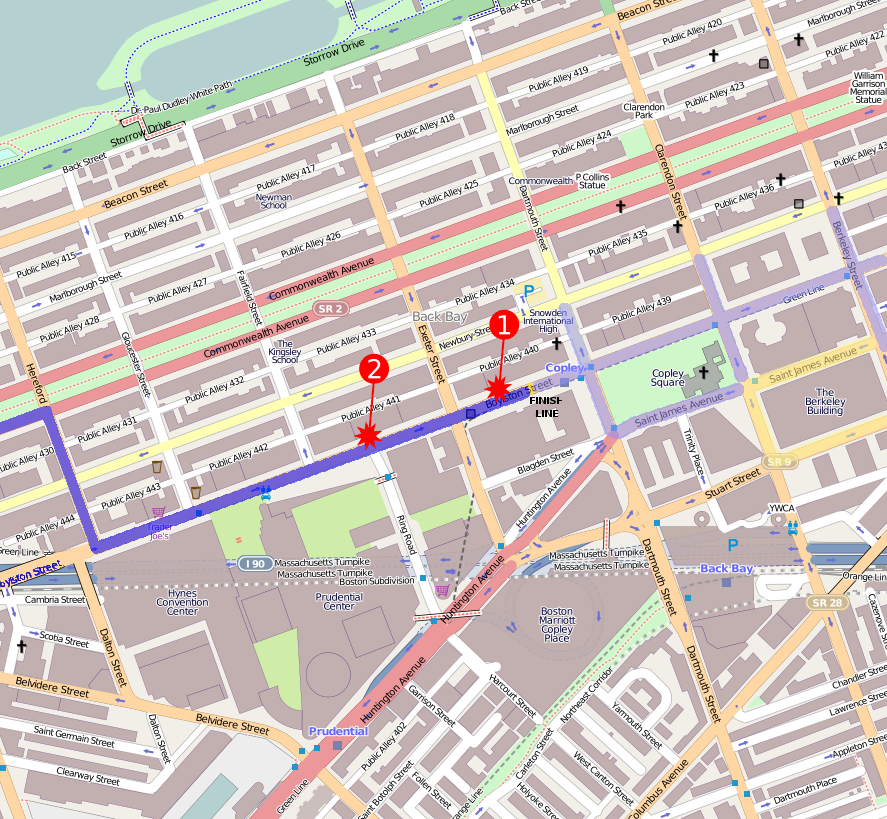
خريطة توضح موقعي التفجيرين قرب خط النهاية: الأول على اليمين والثاني على اليسار

في يوم الإثنين 15 أبريل 2013 كان ماراثون بوسطن يجري في موعده المحدد سلفًا، ولم تكن ثمة مؤشرات على احتمال وقوع أي اعتداء. وكانت السلطات قد قامت بتمشيط المنطقة مرتين قبل وقوع التفجيرين، إحداهما قبل ساعة من الانفجارين، غير أنه كان من المتيسر على الجميع التحرك بحرية وحمل أغراض في المنطقة دون أن يعترضهم أحد.
وفي حوالي الساعة 2:50 بعد الظهر بتوقيت الساحل الأمريكي الشرقي (18:50 بالتوقيت العالمي المنسق) انفجرت قنبلتان في شارع بويلستون قرب ميدان كوبلي قبيل خط نهاية السباق. وقد كانت القنبلتان عبوتين ناسفتين من نوع «قنابل إناء الضغط»، التي تصنع من حلة ضغط تُملأ بمتفجرات وأجسام معدنية وكرات الرولمان بلي وتوضع في حقيبة من قماش الدفيل الخشن.
كانت المسافة بين العبوتين الناسفتين حوالي 170 مترًا، وكانت إحداهما موضوعة خارج محل أدوات رياضية في 671 شارع بويلستون، بينما كانت الثانية على بعد مربع سكني تقريبًا غرب خط النهاية. وقد أظهر فيديو تم تصويره عند النهاية أن الفاصل الزمني بين انفجار العبوتين الناسفتين كان حوالي 12 ثانية.
كان الفائزون بالماراثون قد اجتازوا خط النهاية قبل ساعتين تقريبًا من التفجيرين، بينما كان متسابقون آخرون ما زالوا يتوافدون نحو خط نهاية الماراثون. وقد أسفر التفجيران عن تحطم زجاج واجهات المحلات القريبة، وتضرر نافذة في الطابق الثالث من مكتبة بوسطن العامة في الجهة الأخرى من أحد التفجيرين.

## الضحايا
تأكد عقب التفجير وفاة ثلاثة أشخاص هم:
1. مارتن ريتشارد، وهو طفل في الثامنة من عمره من منطقة دورتشستر في بوسطن، فقدت شقيقته الصغرى (6 سنوات) إحدى ساقيها وأصيبت أمه ـ دينيز ريتشارد ـ في الدماغ.[16][17][18]
2. كريستل كامبل، وهي مديرة مطعم في التاسعة والعشرين من عمرها، من مدفورد بولاية ماساتشوستس.[19]
3. طالب دراسات عليا بجامعة بوسطن كان يشاهد الماراثون مع صديقين له قرب خط النهاية.[20][21]

كان العديد من إصابات ضحايا التفجيرين في الأجزاء السفلى من السيقان، مما يشير إلى أن العبوتين كانتا في مستوى سطح الأرض، كما أصيب بعض الضحايا بانفجار في طبلة الأذن.
بُترت أطراف عشرة مصابين على الأقل، من بينهم شقيقان (33 و31 سنة) فقد كل منهما إحدى ساقيه. كما بُترت كلتا ساقي مصففة شعر تدعى سيليست كوركوران.

## ردود الفعل
هرع عمال الإنقاذ والمارة والعدّاؤون على الفور لإنقاذ الجرحى عقب التفجيرين مباشرة، وأوقف الماراثون على الفور، ثم قامت الشرطة بتحويل مسار العدائين الباقين بعيداً عن خط النهاية إلى متنزه بوسطن كومون وميدان كينمور. كما أُخليَ فندق لينوكس القريب من المكان، وأغلقت الشرطة مساحة قدرها 15 مربعًا سكنيًا حول موقعي التفجيرين، أُنقصت إلى 12 مربعًا سكنيًا في اليوم التالي اعتُبرت مسرح جريمة. وقد انضمت وحدات الحرس الوطني بماساتشوستس ـ التي كانت موجودة بالفعل في موقع الحدث ـ إلى السلطات المحلية لتقديم المعونة، وقام خبراء المفرقعات بتفتيش المنطقة معاملين الحقائب التي ألقاها المارة أثناء فرارهم من موقعي التفجيرين كقنابل محتملة.

### ردود الفعل الدولية
بعث عديد قادة الدول برقيات تعزية للرئيس الأمريكي باراك اوباما من بينهم الملك المغربي محمد السادس والرئيس التونسي المنصف المرزوقي.

## المحاكمة
إنطلقت أولى جلسات مُحاكمة جوهر تسارنايف يوم 3 نوفمبر 2014، وفي يوم 6 أبريل 2015 صدر قرار المحكمة باعتبار تسارنايف مذنباً في التُهم الثلاثين التي وُجِّهت إليه. وفي 8 أبريل صدر الحُكم رسمياً بإنزال العقاب بالفاعل. ومن أصل 30 تهمة وجهت للمتهم، فإن 17 تهمة منها تصل عقوبها لحد الإعدام، ولم تحدد الجلسة للنطق بالحكم، وفي 15 مايو 2015 صدر بحق جوهر عقوبة الإعدام وهو يبلغ من العمر 21 سنة.

## وصلات خارجية
- أوباما: ليس لدينا كل الأجوبة ومنفذو هجوم بوسطن سيواجهون العدالة - موقع: سي أن أن العربية.
- فيديو لحظة الانفجار من موقع بوسطن.كوم